# Manuel Dias de Abreu

Reunião da União Internacional contra a Tuberculose, em 1952.

Manoel Dias de Abreu (São Paulo, 4 de janeiro de 1891 — Rio de Janeiro, 30 de janeiro de 1962) foi um médico, cientista e inventor brasileiro. Foi indicado ao Prêmio Nobel de Fisiologia e Medicina em 1946.

## Vida
Filho de Júlio Antunes de Abreu e de Mercedes da Rocha Dias. Doutorou-se na Faculdade de Medicina do Rio de Janeiro em 1914. Pouco depois, viajou para a França, onde foi diretor do laboratório de radiologia da Santa Casa de Paris. Foi também na capital francesa que iniciou seus estudos de radiografia dos pulmões, no Hospital Franco-Brasileiro.
Após 1918 trabalhou no Hospital Laennec (também na França) e em 1921 publicou uma obra pioneira sobre a interpretação radiológica das lesões pulmonares chamada Radiodiagnóstico na tuberculose pleuropulmonar.
Em 1922 retornou ao Brasil e assumiu a chefia do Departamento de Raios X da Inspetoria de Profilaxia da Tuberculose, no Rio de Janeiro. Por esta época, intensifica as pesquisas de radiografias do tórax mas os resultados são desanimadores. Apenas em 1935, em decorrência dos aprimoramentos dos aparelhos radiográficos, retomou suas experiências no antigo Hospital Alemão do Rio de Janeiro. É nesse período que o cientista concebe um método rápido e barato de tomar pequenas chapas radiográficas dos pulmões para maior facilidade de diagnóstico, tratamento e profilaxia da tuberculose e do câncer de pulmão. Era a invenção da abreugrafia, nome dado em homenagem ao cientista e reconhecida em 1936 pela Sociedade de Medicina e Cirurgia do Rio de Janeiro e depois adotada universalmente.
Manuel Dias de Abreu teve o invento batizado em sua homenagem no Brasil. Em outros países o exame recebeu nomes como: "schermografia" (Itália), "roentgenfotografia" (Alemanha), "fotofluorografia" (França) e "microrradiografia" (Portugal). No Brasil, comemora-se no dia quatro de janeiro (04/01) o "Dia Nacional da Abreugrafia".
Manoel Dias de Abreu lecionou Radiologia em inúmeras instituições científicas do Brasil e exterior e foi membro das mais importantes organizações médicas do mundo. Foi cavaleiro da Legião de honra (França) e detentor de inúmeros prêmios, entre eles a medalha de ouro que recebeu nos Estados Unidos em 1950 como médico do ano do Colégio Americano de Médicos do Tórax.
Manoel Dias de Abreu morreu em 1962, aos 71 anos, de câncer de pulmão - provavelmente causado pelo fumo, hábito que mantinha desde longa data.
Diferente do que foi divulgado até agora, todos os documentos oficiais (certidão de casamento civil e religioso e registros do Cemitério da Consolação) dão conta que Manoel de Abreu nasceu em 1891. O fato veio à tona na publicação "O Mestre das Sombras - Um Raio X Histórico de Manoel de Abreu" escrita pelo jornalista e historiador Oldair de Oliveira.

## Legado
Ao lado de Carlos Chagas, Vital Brazil, Osvaldo Cruz e outros, Manoel Dias de Abreu está entre os grandes vultos da medicina brasileira. Recebeu seis indicações para o Prêmio Nobel de Medicina e Fisiologia, com quatro indicações em 1946, uma em 1951 e uma em 1953, embora nunca tenha sido laureado.
Em maio de 2012, em homenagem aos 50 de morte de Manoel de Abreu, foi lançada, pela Sociedade Paulista de Radiologia (SPR), a biografia "O Mestre das Sombras - Um Raio X Histórico de Manoel de Abreu", escrita pelo jornalista e historiador Oldair de Oliveira. O projeto, idealizado pelo tesoureiro da SPR, Rubens Schwartz, abarca cerca de 150 anos de história, desde o nascimento do pai, Júlio, em 1855, até a morte da viúva de Abreu, Dulcie, em 1983.
Em 1963, seu nome foi utilizado na fundação dos órgãos representativos discentes, como patrono, na Faculdade de Ciências Médicas da Santa Casa de São Paulo. O Colégio Estadual Manuel de Abreu, na cidade de Niterói, Rio de Janeiro, também leva seu nome.

## Publicações
No campo da medicina e da pesquisa, publicou Idéias gerais sobre o radiodiagnóstico na tuberculose, Estudos sobre o pulmão e o mediastino, Nova radiologia vascular e Radiologia do coração, que o consagraram. Além disso, Abreu publicou obras poéticas: Substâncias, ilustrada por Di Cavalcanti e Poemas sem realidade, que ele mesmo ilustrou.